# 2341 Aoluta
2341 Aoluta eller 1976 YU1 är en asteroid i huvudbältet som upptäcktes den 16 december 1976 av den ryska astronomen Ljudmila Tjernych vid Krims astrofysiska observatorium på Krim. Namnet är en hyllning till observatoriet vid Sankt Petersburgs universitet.
Asteroiden har en diameter på ungefär 6 kilometer.